# Lactarius subdulcis
Lactarius subdulcis é uma espécie de fungo da família de cogumelos Russulaceae. Ele forma pequenos corpos de frutificação, um dos menores de todo o gênero Lactarius, com o tronco medindo de 3 a 7 cm de altura. O píleo, o "chapéu" do cogumelo, é marrom-avermelhado, cor de ferrugem ou canela-escuro, depois ficando mais pálido ou amarelado, a medida que o fungo envelhece. Ele é convexo e com o passar do tempo desenvolve uma depressão na região central. Pode atingir até 7 cm de diâmetro.
A espécie foi descrita cientificamente em 1801 pelo micologista sul-africano Christiaan Hendrik Persoon. Inicialmente batizada de Agaricus subdulcis, teve seu nome modificado para o atual em 1821, numa publicação do botânico inglês Samuel Frederick Gray. O cogumelo é considerado comestível depois de cozido, mas seu consumo não é recomendado pois tem um sabor que lembra o da hera. A substância leitosa produzida pelo fungo, o látex, é de cor branca, tem um aroma oleoso e seu sabor é levemente doce e logo depois amargo. Esse gosto adocicado dá o epíteto subdulcis à espécie, do latim dulcis, que significa doce.
Assim como todas as espécies de seu gênero, L. subdulcis forma micorrizas, uma relação simbiótica mutuamente benéfica com certos tipos de árvores, que garante nutrientes para ambos. O cogumelo está bastante associado com a faia-europeia (Fagus sylvatica), e, juntamente com L. vellereus, tem as micorrizas que predominam entre as raízes desta faia. Pode ser encontrado na natureza no continente europeu, crescendo no solo individualmente, em pequenos grupos ou mesmo em grandes aglomerados de mais de uma centena de espécimes. 

## Taxonomia e classificação
O cogumelo Lactarius subdulcis foi descrito pela primeira vez na literatura científica pelo micologista sul-africano Christiaan Hendrik Persoon, em 1801. Naquele momento, ele batizou o fungo de Agaricus subdulcis. Vinte anos mais tarde, em 1821, o botânico e farmacêutico inglês Samuel Frederick Gray, na sua obra The Natural Arrangement of British Plants, transferiu a espécie para seu gênero atual, os Lactarius. Além do nome pioneiro, Agaricus subdulcis, outras denominações foram dadas ao longo da história à espécie. A exemplo de Agaricus lactifluus var. subdulcis (Persoon, 1801), Galorrheus subdulcis (Kummer, 1871) e Lactifluus subdulcis (Kuntze, 1891), todas consideradas hoje sinônimos obrigatórios de Lactarius subdulcis.
A espécie está classificada na seção Subdulces, dentro do gênero Lactarius. Os membros desta seção tem um píleo ("chapéu") achatado cuja superfície tem uma coloração marrom avermelhada, vermelho-escuro ou castanho claro. E o látex não muda de cor ao entrar em contato com um papel branco. Outra espécie incluída nesta seção é Lactarius quietus.
O epíteto específico "subdulcis" é derivado das palavras em língua latina "sub", que em português significa "sob" ou "abaixo"; e "dulcis", que quer dizer "doce"; uma referência ao gosto levemente adocicado do látex produzido pelo fungo. Os cogumelos do gênero Lactarius são comumente conhecidos nos países de língua inglesa como "milkcaps", e L. subdulcis é popularmente chamado de "mild milkcap" e "beech milkcap". Na Alemanha, onde o cogumelo é bastante comum, é conhecido vulgarmente como "Süsslicher Milchling", que significa "cogumelo de leite adocicado" em tradução literal.

## Descrição
O píleo (o "chapéu" do cogumelo) de Lactarius subdulcis é inicialmente convexo, e com o passar do tempo desenvolve uma depressão na região central, às vezes com um pequeno umbo. Ele atinge de 3 a 7 cm de diâmetro, sendo considerado um dos menores cogumelos Lactarius, e sua coloração pode ser marrom-avermelhada, cor de ferrugem ou canela-escuro, depois ficando mais pálido ou amarelado, embora mais escuro no meio. O píleo pode ser bastante rígido ou flexível, e liso a levemente rugoso. Quando jovem, a margem do chapéu é encurvada, embora seja às vezes ligeiramente franzida.
O tronco ou estipe mede de 3 a 7 cm de comprimento por 6 e 13 milímetros de espessura. Geralmente tem formato cilíndrico mas também pode possuir uma secção transversal em forma de trevo. O tronco pode ainda apresentar sulcos longitudinais e na maioria dos espécimes tem a mesma cor do chapéu, embora seja mais pálido na parte superior. A carne é pálida e no píleo há apenas uma fina camada. As lamelas são densas, adnatas a ligeiramente decorrentes, inicialmente são esbranquiçadas mas depois ficam róseas com um ligeiro tom cor de vinho. A margem do chapéu pode ser tão encurvada a ponto de deixar as lamelas muito distantes uma das outras. O cogumelo produz um látex branco em abundância, mas que não mancha de amarelo os tecidos com que entra em contato, diferenciando-o de outras espécies do gênero Lactarius, tais como L. decipiens. O látex tem um aroma oleoso e seu sabor é descrito como suave e logo depois amargo.

### Características microscópicas
Lactarius subdulcis tem impressão de esporos, uma técnica usada na identificação de fungos, cor de creme com um tom salmão leve. Os esporos são hialinos (translúcidos) e ovais, com verrugas bastante largas de cerca de 1 micrômetro (µm), as quais são unidas por uma rede bem desenvolvida de pequenas cristas finas. Os esporos medem 7,5 a 11 por 6,5 a 9 µm, são amiloides - o que significa que absorvem o iodo quando corados com o reagente de Melzer - e possuem formato elipsoide. Os basídios, as células portadoras de esporos, possuem quatro esporos cada. Os cistídios são filiformes ou cilíndricos.

### Espécies similares e variedades
A espécie possui muitos sósias, o que dificulta distingui-la de outros cogumelos produtores de látex. Lactarius blennius, conhecido em língua inglesa como slimy milkcap ou beech milkcap, é uma espécie do mesmo gênero semelhante em aparência ao L. subdulcis. Pode ser distinguida desta porque o L. blennius é menor e mais leve, além disso não desenvolve áreas tingidas de sépia em suas lamelas. Já o L. camphoratus, chamado de curry milkcap, possui uma coloração semelhante, mas é maior e ocorre em florestas de pinheiros. L. aurantiacus e L. rufus também são maiores que L. subdulcis e possuem uma coloração parecida, mas são encontrados em grande abundância debaixo de pinheiros, abetos e bétulas, em áreas onde o solo é ácido. As variedades mitissimus, sphagneti e tabidus, descritas originalmente pelo sueco Elias Magnus Fries, são hoje sinônimos obrigratórios de L. mitissimus, L. sphagneti e L. tabidus.

## Distribuição, ecologia e habitat

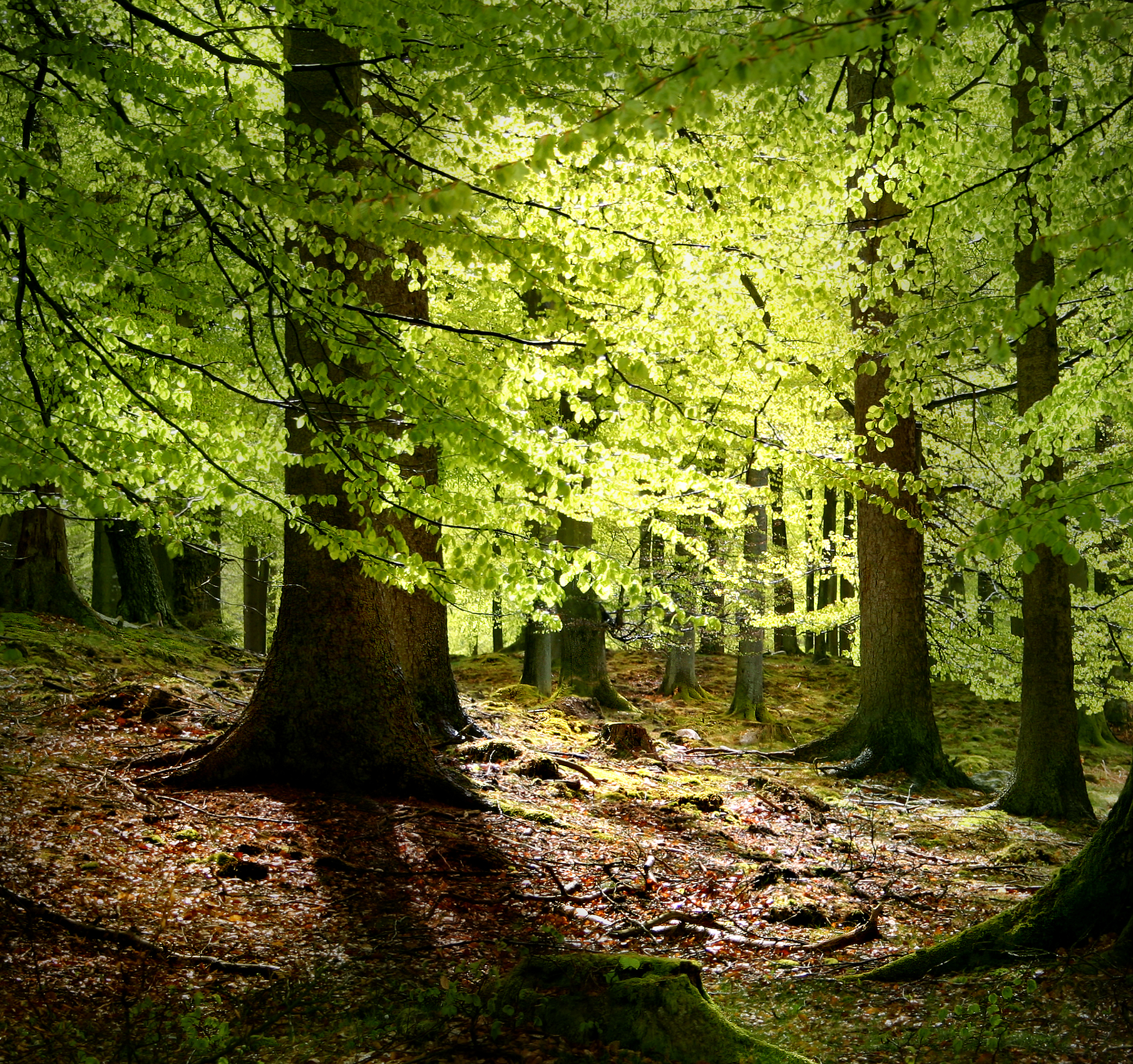
L. subdulcis é encontrado na natureza em florestas de faias-europeias.

Como todas as espécies do gênero Lactarius, L. subdulcis é, ecologicamente, um fungo micorrízico, formando portanto uma associação simbiótica mutuamente benéfica com várias espécies de plantas. As ectomicorrizas garantem ao cogumelo compostos orgânicos importantes para a sua sobrevivência oriundos da fotossíntese do vegetal; em troca, a planta é beneficiada por um aumento da absorção de água e nutrientes graças às hifas do fungo. A existência dessa relação é um requisito fundamental para a sobrevivência e crescimento adequado de certas espécies de árvores, como alguns tipos de coníferas.
L. subdulcis é encontrado na Europa e, apesar de não se distribuir naturalmente na América do Norte, há neste continente um número significativo de cogumelos similares com chapéu marrom-laranja que foram classificados anteriormente nesta espécie. Os corpos de frutificação produzidos pelo fungo podem ser encontrados no solo de bosques de árvores de folhas largas, especialmente sob a copa da faia-europeia (Fagus sylvatica), com a qual forma micorrizas. Junto com L. vellereus, L. subdulcis é um dos fungos mais comuns que aparecem associados a este tipo de árvore. A quantidade de micorrizas nas pontas das raízes varia conforme a evolução da vegetação ao longo das estações do ano, sendo que L. subdulcis pode atingir até 60% do total das ectomicorrizas em florestas de faias, predominando assim sobre todas as outras espécies juntas. Os cogumelos geralmente frutificam a partir do fim do verão até o outono, e são abundantes nestas regiões, encontrados individualmente ou em pequenos grupos. Eles também podem ser coletados em campos, geralmente aparecendo em grandes aglomerados. Grupos de mais de uma centena de cogumelos não são incomuns.

## Comestibilidade
Lactarius subdulcis tem um sabor suave e que depois deixa um gosto ligeiramente amargo na boca. Embora a espécie seja considerada comestível depois de cozida, seu consumo não é recomendado, pois tem um sabor que lembra o da hera. Há uma série de outros cogumelos que aparecem na mesma época do ano e nas mesmas regiões do L. subdulcis e que são preferíveis a ele, incluindo L. mitissimus. Desse modo, L. subdulcis não é particularmente útil como alimento. O látex é uma de suas características distintivas, tendo um gosto doce que depois se transforma em amargo na boca, por isso L. subdulcis é considerado um "cogumelo de leite doce".